# Primarias del Partido Republicano de 2012 en Nebraska
Las Primarias del Partido Republicano de 2012 en Nebraska se hicieron el 15 de mayo de 2012. Las Primarias del Partido Republicano fueron unas Primarias, con 35 delegados para elegir al candidato del partido Republicano para las elecciones presidenciales de Estados Unidos de 2012.  En el estado de Nebraska estaban en disputa 35 delegados.

## Elecciones

### Resultados
| Primarias Republicanas de Nebraska de 2012 | Primarias Republicanas de Nebraska de 2012 | Primarias Republicanas de Nebraska de 2012 | Primarias Republicanas de Nebraska de 2012 |
| Candidato                                  | Votos                                      | Porcentaje                                 | Delegados                                  |
| ------------------------------------------ | ------------------------------------------ | ------------------------------------------ | ------------------------------------------ |
| Mitt Romney                                | 129,545                                    | 70.87%                                     | 0                                          |
| Ron Paul                                   | 18,194                                     | 9.95%                                      | 0                                          |
| Rick Santorum (retirado)                   | 25,534                                     | 13.97%                                     | 0                                          |
| Newt Gingrich (retirado)                   | 9,519                                      | 5.21%                                      | 0                                          |
| Delegados no proyectados:                  | Delegados no proyectados:                  | Delegados no proyectados:                  | 35                                         |
| Total:                                     | 182,807                                    | 100%                                       | 35                                         |